# ناحیه الزورث، شهرستان میکر، مینه سوتا
ناحیه الزورث (به انگلیسی: Ellsworth Township) یک منطقهٔ مسکونی در ایالات متحده آمریکا است که در شهرستان میکر، مینه‌سوتا واقع شده‌است.
 ناحیه الزورث ۹۴٫۰ کیلومتر مربع مساحت و ۸۵۴ نفر جمعیت دارد و ۳۳۰ متر بالاتر از سطح دریا واقع شده‌است.